# Tecoanapa
Tecoanapa é uma cidade do estado de Guerrero, no México.

## Demogafia
O censo populacional de 2014 estimou uma população de 43,128 habitantes, sendo 22,993 mulheres e 23,819 homens.